# 費爾菲爾德 (康乃狄克州)
費爾菲爾德（英語：Fairfield）是美國康乃狄克州費爾菲爾德縣的一個城鎮，南臨長島海灣。面積81,1平方公里。2000年人口57,340人，2006年人口57,829人。2006年7月曾被美國金錢月刊選為美國十大最佳居住城市之一，排名第九；美國東北部之排名則佔據了榜首位置。此外，費爾菲爾德大學亦位於此鎮。